# Segunda División de España 2011-12
La temporada 2011/12 de la Liga Adelante fue la 81.ª edición de la Segunda División de España. Comenzó el 26 de agosto de 2011 y terminó el 10 de junio de 2012. Inicialmente el torneo habría comenzado el día 20 de agosto, pero la AFE con todo el apoyo de los futbolistas inició una huelga como medida de presión para conseguir mejores condiciones en el convenio colectivo, por lo que no se pudo jugar la primera jornada de liga en la fecha prevista. Esta temporada se inicia con un debutante en la categoría, el CD Guadalajara.

## Sistema de competición
La Segunda División de España 2010/11 está organizada por la Liga Nacional de Fútbol Profesional (LFP).
Como en temporadas precedentes, la Segunda División 2011/12 consta de un grupo único integrado por 22 clubes de toda la geografía española. Siguiendo un sistema de liga, los 22 equipos se enfrentan todos contra todos en dos ocasiones -una en campo propio y otra en campo contrario- sumando un total de 42 jornadas. El orden de los encuentros se decidió por sorteo antes de empezar la competición.
La clasificación final se establecerá con arreglo a los puntos obtenidos en cada enfrentamiento, a razón de tres por partido ganado, uno por empatado y ninguno en caso de derrota. Si al finalizar el campeonato dos equipos igualasen a puntos, los mecanismos para desempatar la clasificación será los siguientes:
1. El que tenga una mayor diferencia entre goles a favor y en contra en los enfrentamientos entre ambos.
2. Si persiste el empate, se tendrá en cuenta la diferencia de goles a favor y en contra en todos los encuentros del campeonato.

Si el empate a puntos es entre tres o más clubes, los sucesivos mecanismos de desempate serán los siguientes: 
1. La mejor puntuación de la que a cada uno corresponda a tenor de los resultados de los partidos jugados entre sí por los clubes implicados.
2. La mayor diferencia de goles a favor y en contra, considerando únicamente los partidos jugados entre sí por los clubes implicados.
3. La mayor diferencia de goles a favor y en contra teniendo en cuenta todos los encuentros del campeonato.
4. El mayor número de goles a favor teniendo en cuenta todos los encuentros del campeonato.
5. El club mejor clasificado con arreglo a los baremos de fair play.

### Efectos de la clasificación
Esta es la segunda temporada en la que se aplica el nuevo sistema de ascenso a primera división: El equipo que más puntos sume al final del campeonato será proclamado campeón la Liga de Segunda División y obtendrá automáticamente el ascenso a Primera División para la próxima temporada, junto con el subcampeón. Los cuatro siguientes clasificados (puestos del 3º al 6º) disputarán un play off por eliminación directa a doble partido -ida y vuelta- cuyo vencedor final obtendrá también el ascenso a Primera División. Las plazas en Segunda División de los tres equipos ascendidos será cubiertas la próxima temporada por los tres últimos clasificados, esta temporada, en Primera.
Por su parte, los cuatro últimos clasificados de Segunda División (puestos del 19º al 22º) serán descendidos a Segunda División B. De esta ascenderán los cuatro ganadores de la promoción, para reemplazar a los equipos que desciendan.

## Ascensos y descensos
Un total de 22 equipos disputan la liga, incluyendo quince equipos de la temporada anterior, cuatro ascendidos de Segunda B y tres descendidos de Primera División.
| Pos.  | Ascendidos a 1.ª División |
| ----- | ------------------------- |
| 1º    | Real Betis Balompié       |
| 2º    | Rayo Vallecano            |
| Prom. | Granada C. F. (5º)        |

| Pos. | Descendidos de 1.ª División |
| ---- | --------------------------- |
| 18.º | R. C. Deportivo La Coruña   |
| 19.º | Hércules C. F.              |
| 20.º | U. D. Almería               |

| Pos. | Descendidos a 2.ª División B |
| ---- | ---------------------------- |
| 19.º | U. D. Salamanca              |
| 20.º | C. D. Tenerife               |
| 21.º | S. D. Ponferradina           |
| 22.º | Albacete Balompié            |

| Pos.      | Ascendidos de 2.ª División B |
| --------- | ---------------------------- |
| 1.º (IV)  | Real Murcia C. F.            |
| 1.º (III) | C. E. Sabadell F. C.         |
| 2.º (I)   | C. D. Guadalajara            |
| 3.º (III) | C. D. Alcoyano               |

## Equipos
| Equipo                                | Entrenador            | Ciudad                     | Estadio                            | Aforo  | Marca   | Patrocinador                         |
| ------------------------------------- | --------------------- | -------------------------- | ---------------------------------- | ------ | ------- | ------------------------------------ |
| Agrupación Deportiva Alcorcón         | Juan Antonio Anquela  | Alcorcón                   | Santo Domingo                      | 5607   | Erreà   | 012 NO estás sola                    |
| Club Deportivo Alcoyano               | Luis César Sampedro   | Alcoy                      | El Collao                          | 4500   | Rasán   | Unión Alcoyana Seguros               |
| Unión Deportiva Almería               | Esteban Vigo          | Almería                    | Juegos Mediterráneos               | 22 000 | Rasán   | Urcisol                              |
| Fútbol Club Barcelona "B"             | Eusebio Sacristán     | Barcelona                  | Mini Estadi                        | 15 276 | Nike    | Qatar Foundation                     |
| Fútbol Club Cartagena                 | Carlos Ríos           | Cartagena                  | Cartagonova                        | 14 532 | Kelme   | Fundación Teatro Romano de Cartagena |
| Real Club Celta de Vigo               | Paco Herrera          | Vigo                       | Balaídos                           | 31 800 | Li Ning | Citroën                              |
| Córdoba Club de Fútbol                | Paco Jémez            | Córdoba                    | Nuevo Arcángel                     | 22 221 | CCF     | CajaSur                              |
| Real Club Deportivo de La Coruña      | José Luis Oltra       | La Coruña                  | Riazor                             | 34 600 | Lotto   | Estrella Galicia                     |
| Elche Club de Fútbol                  | César Ferrando        | Elche                      | Manuel Martínez Valero             | 36 017 | Acerbis | Comunidad Valenciana                 |
| Club Gimnàstic de Tarragona           | Jorge D'Alessandro    | Tarragona                  | Nou Estadi                         | 16 600 | N       | Tarragona                            |
| Girona Fútbol Club                    | Javier Salamero       | Gerona                     | Montilivi                          | 9282   | Nike    | Grup Disbesa Darnés                  |
| Club Deportivo Guadalajara            | Carlos Terrazas       | Guadalajara                | Pedro Escartín                     | 8000   | Joma    | Caja de Guadalajara                  |
| Hércules Club de Fútbol               | Juan Carlos Mandiá    | Alicante                   | José Rico Pérez                    | 29 500 | Nike    | Comunidad Valenciana                 |
| Sociedad Deportiva Huesca             | Quique Hernández      | Huesca                     | El Alcoraz                         | 5300   | Bemiser | Caja Inmaculada                      |
| Unión Deportiva Las Palmas            | Juan Manuel Rodríguez | Las Palmas de Gran Canaria | Gran Canaria                       | 31 250 | KS      | La Caja de Canarias                  |
| Club Deportivo Numancia de Soria      | Pablo Machín          | Soria                      | Los Pajaritos                      | 10 200 | Erreà   | Solarig                              |
| Real Murcia Club de Fútbol            | Iñaki Alonso          | Murcia                     | Nueva Condomina                    | 31 179 | Joma    |                                      |
| Real Club Recreativo de Huelva        | Juanma Rodríguez      | Huelva                     | Nuevo Colombino                    | 21 670 | Cejudo  | Cajasol                              |
| Centre d'Esports Sabadell Futbol Club | Lluís Carreras        | Sabadell                   | Nova Creu Alta                     | 20 000 | Kelme   |                                      |
| Real Valladolid Club de Fútbol        | Miroslav Đukić        | Valladolid                 | José Zorilla                       | 26 512 | Kappa   | Tuenti                               |
| Villarreal Club de Fútbol "B"         | Julio Velázquez       | Villarreal                 | Ciudad Deportiva del Villarreal CF | 5000   | Xtep    | Comunidad Valenciana                 |
| Xerez Club Deportivo                  | Vicente Moreno        | Jerez de la Frontera       | Chapín                             | 20 523 | Cejudo  | Cajasol                              |

### Equipos por comunidades autónomas
| Comunidad autónoma   | N.º | Equipos                                                     |
| -------------------- | --- | ----------------------------------------------------------- |
| Andalucía            | 4   | UD Almería, Recreativo de Huelva, Córdoba CF, Xerez CD      |
| Cataluña             | 4   | Barcelona B, Girona FC, CE Sabadell, Gimnàstic de Tarragona |
| Comunidad Valenciana | 4   | Elche CF, Hércules CF, Villarreal B, Alcoyano               |
| Galicia              | 2   | R.C. Deportivo de La Coruña y Celta de Vigo                 |
| Región de Murcia     | 2   | FC Cartagena, Real Murcia                                   |
| Castilla y León      | 2   | CD Numancia, Real Valladolid                                |
| Aragón               | 1   | SD Huesca                                                   |
| Canarias             | 1   | UD Las Palmas                                               |
| Comunidad de Madrid  | 1   | AD Alcorcón                                                 |
| Castilla-La Mancha   | 1   | CD Guadalajara                                              |

### Cambios de entrenadores
| Equipo       | Entrenador (jornadas)                                       |
| ------------ | ----------------------------------------------------------- |
| Cartagena    | Paco López (1-4) Javi López (5-18) Carlos Ríos (19-42)      |
| Huesca       | Ángel Royo (1-7) Quique Hernández (8-42)                    |
| Gimnàstic    | Juan Carlos Oliva (1-11) Jorge D'Alessandro (12-42)         |
| Xerez        | Juan Merino (1-16) Vicente Moreno (17-42)                   |
| Villarreal B | José Francisco Molina (1-18) Julio Velázquez (19-42)        |
| Girona       | Raül Agné (1-20) Josu Uribe (21-31) Javier Salamero (32-42) |
| Recreativo   | Álvaro Cervera (1-27) Juanma Rodríguez (28-42)              |
| Alcoyano     | David Porras (1-29) Luis César (30-42)                      |
| Almería      | Lucas Alcaraz (1-31) Esteban Vigo (32-42)                   |
| Elche        | José Bordalás (1-33) César Ferrando (34-42)                 |

## Clasificación
| Pos. | Equipo                           | Pts. | PJ | G  | E  | P  | GF | GC | Dif. | Clasificación                 |
| ---- | -------------------------------- | ---- | -- | -- | -- | -- | -- | -- | ---- | ----------------------------- |
| 1    | R. C. Deportivo La Coruña (C, A) | 91   | 42 | 29 | 4  | 9  | 76 | 45 | +31  | Ascenso a Primera División    |
| 2    | R. C. Celta de Vigo (A)          | 85   | 42 | 26 | 7  | 9  | 83 | 37 | +46  | Ascenso a Primera División    |
| 3    | Real Valladolid C. F. (A)        | 82   | 42 | 23 | 13 | 6  | 69 | 37 | +32  | Acceso a Playoff de ascenso   |
| 4    | A. D. Alcorcón                   | 73   | 42 | 21 | 10 | 11 | 58 | 42 | +16  | Acceso a Playoff de ascenso   |
| 5    | Hércules C. F.                   | 72   | 42 | 22 | 6  | 14 | 62 | 43 | +19  | Acceso a Playoff de ascenso   |
| 6    | Córdoba C. F.                    | 71   | 42 | 20 | 11 | 11 | 52 | 43 | +9   | Acceso a Playoff de ascenso   |
| 7    | U. D. Almería                    | 70   | 42 | 18 | 16 | 8  | 63 | 43 | +20  |                               |
| 8    | F. C. Barcelona "B"              | 59   | 42 | 16 | 11 | 15 | 63 | 53 | +10  |                               |
| 9    | U. D. Las Palmas                 | 58   | 42 | 16 | 10 | 16 | 58 | 59 | −1   |                               |
| 10   | C. D. Numancia                   | 57   | 42 | 15 | 12 | 15 | 54 | 52 | +2   |                               |
| 11   | Elche C. F.                      | 57   | 42 | 17 | 6  | 19 | 56 | 58 | −2   |                               |
| 12   | Villarreal C. F. "B" (D)         | 52   | 42 | 14 | 10 | 18 | 54 | 64 | −10  | Descenso a Segunda División B |
| 13   | S. D. Huesca                     | 51   | 42 | 14 | 9  | 19 | 49 | 63 | −14  |                               |
| 14   | Xerez C. D.                      | 50   | 42 | 13 | 11 | 18 | 50 | 66 | −16  |                               |
| 15   | Girona F. C.                     | 49   | 42 | 12 | 13 | 17 | 58 | 61 | −3   |                               |
| 16   | C. D. Guadalajara                | 49   | 42 | 14 | 7  | 21 | 50 | 75 | −25  |                               |
| 17   | R. C. Recreativo de Huelva       | 47   | 42 | 12 | 11 | 19 | 49 | 52 | −3   |                               |
| 18   | Real Murcia C. F.                | 47   | 42 | 13 | 8  | 21 | 49 | 67 | −18  |                               |
| 19   | C. E. Sabadell F. C.             | 46   | 42 | 11 | 13 | 18 | 45 | 64 | −19  |                               |
| 20   | F. C. Cartagena (D)              | 40   | 42 | 9  | 13 | 20 | 37 | 58 | −21  | Descenso a Segunda División B |
| 21   | C. D. Alcoyano (D)               | 37   | 42 | 9  | 10 | 23 | 46 | 78 | −32  | Descenso a Segunda División B |
| 22   | Gimnàstic de Tarragona (D)       | 31   | 42 | 6  | 13 | 23 | 37 | 58 | −21  | Descenso a Segunda División B |

 Fuente: BDFútbol
Criterios de clasificación: Puntos · Enfrentamientos directos · Diferencia de goles · Goles a favor · Play-off
Notas:
1. ↑  El Villarreal C.F. "B" descendió automáticamente a Segunda B por el descenso del Villarreal a Segunda A, ya que un equipo y su filial no pueden coincidir en la misma categoría.

## Evolución de la clasificación
| Equipo / Jornada | 1  | 2  | 3  | 4  | 5  | 6  | 7  | 8  | 9  | 10 | 11 | 12 | 13 | 14 | 15 | 16 | 17 | 18 | 19 | 20 | 21 | 22 | 23 | 24 | 25 | 26 | 27 | 28 | 29 | 30 | 31 | 32 | 33 | 34 | 35 | 36 | 37 | 38 | 39 | 40 | 41 | 42 |
| Equipo / Jornada |    |    |    |    |    |    |    |    |    |    |    |    |    |    |    |    |    |    |    |    |    |    |    |    |    |    |    |    |    |    |    |    |    |    |    |    |    |    |    |    |    |    |
| ---------------- | -- | -- | -- | -- | -- | -- | -- | -- | -- | -- | -- | -- | -- | -- | -- | -- | -- | -- | -- | -- | -- | -- | -- | -- | -- | -- | -- | -- | -- | -- | -- | -- | -- | -- | -- | -- | -- | -- | -- | -- | -- | -- |
| Deportivo        | 7  | 11 | 8  | 4  | 8  | 5  | 6  | 7  | 6  | 9  | 7  | 7  | 5  | 7  | 5  | 6  | 3  | 2  | 2  | 1  | 1  | 1  | 1  | 1  | 1  | 1  | 1  | 1  | 1  | 1  | 1  | 1  | 1  | 1  | 1  | 1  | 1  | 1  | 1  | 1  | 1  | 1  |
| Celta            | 3  | 3  | 6  | 12 | 10 | 9  | 12 | 12 | 9  | 6  | 4  | 3  | 3  | 6  | 7  | 7  | 7  | 6  | 5  | 3  | 5  | 3  | 3  | 2  | 2  | 2  | 2  | 2  | 2  | 2  | 2  | 2  | 3  | 3  | 3  | 3  | 2  | 2  | 2  | 2  | 2  | 2  |
| Valladolid       | 2  | 1  | 3  | 8  | 9  | 6  | 5  | 6  | 5  | 4  | 5  | 4  | 4  | 2  | 2  | 3  | 4  | 4  | 4  | 4  | 2  | 2  | 2  | 3  | 3  | 4  | 3  | 3  | 3  | 3  | 3  | 3  | 2  | 2  | 2  | 2  | 3  | 3  | 3  | 3  | 3  | 3  |
| Alcorcón         | 16 | 9  | 11 | 7  | 3  | 8  | 7  | 10 | 8  | 11 | 10 | 11 | 12 | 14 | 12 | 8  | 9  | 11 | 10 | 11 | 11 | 9  | 10 | 8  | 8  | 8  | 8  | 8  | 8  | 8  | 7  | 5  | 5  | 5  | 5  | 5  | 5  | 4  | 4  | 4  | 4  | 4  |
| Hércules         | 4  | 4  | 7  | 2  | 4  | 2  | 1  | 1  | 1  | 1  | 1  | 1  | 1  | 1  | 1  | 1  | 1  | 3  | 3  | 5  | 3  | 5  | 5  | 6  | 6  | 5  | 5  | 6  | 4  | 5  | 6  | 4  | 4  | 4  | 4  | 4  | 4  | 5  | 5  | 5  | 6  | 5  |
| Córdoba          | 10 | 16 | 13 | 10 | 6  | 4  | 4  | 4  | 7  | 5  | 9  | 10 | 7  | 4  | 6  | 4  | 5  | 7  | 6  | 7  | 7  | 6  | 7  | 7  | 7  | 6  | 6  | 5  | 6  | 6  | 4  | 6  | 6  | 7  | 7  | 7  | 6  | 6  | 6  | 6  | 5  | 6  |
| Almería          | 12 | 13 | 10 | 6  | 2  | 1  | 3  | 3  | 4  | 3  | 2  | 2  | 2  | 3  | 4  | 5  | 6  | 5  | 7  | 6  | 6  | 4  | 4  | 4  | 4  | 3  | 4  | 4  | 5  | 4  | 5  | 7  | 7  | 6  | 6  | 6  | 7  | 7  | 7  | 7  | 7  | 7  |
| Barcelona B      | 19 | 8  | 14 | 16 | 18 | 19 | 19 | 20 | 17 | 15 | 13 | 14 | 14 | 12 | 10 | 13 | 12 | 14 | 12 | 14 | 12 | 10 | 11 | 9  | 10 | 13 | 13 | 12 | 11 | 11 | 11 | 10 | 10 | 8  | 8  | 9  | 9  | 9  | 10 | 11 | 9  | 8  |
| Las Palmas       | 11 | 7  | 4  | 9  | 11 | 13 | 8  | 8  | 11 | 8  | 6  | 8  | 11 | 11 | 14 | 9  | 10 | 12 | 13 | 10 | 10 | 14 | 12 | 13 | 11 | 14 | 10 | 10 | 10 | 9  | 10 | 11 | 11 | 11 | 11 | 10 | 10 | 11 | 11 | 8  | 10 | 9  |
| Numancia         | 12 | 14 | 16 | 15 | 16 | 18 | 18 | 16 | 16 | 14 | 14 | 13 | 10 | 10 | 13 | 14 | 14 | 10 | 9  | 9  | 9  | 11 | 8  | 10 | 9  | 9  | 9  | 9  | 9  | 10 | 9  | 8  | 9  | 10 | 10 | 11 | 11 | 10 | 8  | 9  | 8  | 10 |
| Elche            | 1  | 2  | 1  | 1  | 7  | 12 | 13 | 13 | 10 | 12 | 11 | 6  | 8  | 5  | 3  | 2  | 2  | 1  | 1  | 2  | 4  | 6  | 6  | 5  | 5  | 7  | 7  | 7  | 7  | 7  | 8  | 9  | 8  | 9  | 9  | 8  | 8  | 8  | 9  | 10 | 11 | 11 |
| Villarreal "B"   | 5  | 10 | 12 | 14 | 14 | 11 | 11 | 11 | 14 | 16 | 16 | 17 | 16 | 18 | 18 | 18 | 17 | 18 | 18 | 18 | 19 | 18 | 17 | 18 | 18 | 17 | 17 | 16 | 16 | 15 | 16 | 14 | 14 | 15 | 13 | 15 | 13 | 12 | 12 | 12 | 12 | 12 |
| Huesca           | 15 | 21 | 20 | 21 | 19 | 20 | 20 | 19 | 20 | 21 | 21 | 22 | 22 | 22 | 21 | 19 | 19 | 19 | 19 | 19 | 20 | 20 | 20 | 20 | 20 | 19 | 18 | 19 | 18 | 18 | 17 | 17 | 17 | 16 | 15 | 12 | 14 | 17 | 14 | 13 | 13 | 13 |
| Xerez            | 8  | 12 | 9  | 11 | 13 | 10 | 10 | 9  | 13 | 13 | 15 | 15 | 17 | 17 | 15 | 16 | 18 | 16 | 16 | 16 | 16 | 16 | 16 | 16 | 15 | 15 | 15 | 15 | 14 | 14 | 14 | 16 | 15 | 13 | 12 | 13 | 15 | 13 | 13 | 14 | 14 | 14 |
| Girona           | 21 | 17 | 17 | 19 | 17 | 17 | 17 | 18 | 19 | 20 | 20 | 19 | 19 | 19 | 20 | 20 | 21 | 20 | 20 | 21 | 21 | 21 | 21 | 21 | 21 | 21 | 21 | 21 | 21 | 21 | 20 | 20 | 20 | 20 | 20 | 19 | 19 | 19 | 19 | 19 | 17 | 15 |
| Guadalajara      | 14 | 6  | 5  | 5  | 1  | 7  | 9  | 5  | 3  | 7  | 12 | 12 | 13 | 13 | 11 | 11 | 8  | 9  | 11 | 13 | 14 | 13 | 15 | 15 | 16 | 16 | 16 | 17 | 17 | 17 | 18 | 18 | 18 | 18 | 18 | 18 | 18 | 18 | 18 | 18 | 18 | 16 |
| Recreativo       | 16 | 19 | 15 | 13 | 12 | 14 | 16 | 17 | 18 | 18 | 18 | 16 | 15 | 15 | 17 | 15 | 15 | 15 | 15 | 12 | 13 | 12 | 13 | 14 | 13 | 11 | 11 | 11 | 12 | 13 | 13 | 13 | 13 | 12 | 14 | 14 | 12 | 16 | 17 | 16 | 15 | 17 |
| Murcia           | 18 | 20 | 21 | 17 | 15 | 15 | 15 | 15 | 12 | 10 | 8  | 9  | 6  | 8  | 8  | 10 | 13 | 8  | 8  | 8  | 8  | 8  | 9  | 11 | 12 | 10 | 12 | 13 | 15 | 16 | 12 | 15 | 16 | 17 | 17 | 17 | 16 | 15 | 15 | 15 | 16 | 18 |
| Sabadell         | 6  | 5  | 2  | 3  | 5  | 3  | 2  | 2  | 2  | 2  | 3  | 5  | 9  | 9  | 9  | 12 | 11 | 13 | 14 | 15 | 15 | 15 | 14 | 12 | 14 | 12 | 14 | 14 | 13 | 12 | 15 | 12 | 12 | 14 | 16 | 16 | 17 | 14 | 16 | 17 | 19 | 19 |
| Cartagena        | 20 | 22 | 22 | 22 | 22 | 22 | 22 | 22 | 21 | 19 | 19 | 20 | 21 | 21 | 22 | 22 | 22 | 22 | 21 | 20 | 18 | 19 | 19 | 19 | 19 | 20 | 20 | 20 | 20 | 20 | 22 | 22 | 21 | 21 | 22 | 21 | 21 | 21 | 21 | 21 | 21 | 20 |
| Alcoyano         | 9  | 15 | 18 | 18 | 20 | 16 | 14 | 14 | 15 | 17 | 17 | 18 | 18 | 16 | 16 | 17 | 16 | 17 | 17 | 17 | 17 | 17 | 18 | 17 | 17 | 18 | 19 | 18 | 19 | 19 | 19 | 19 | 19 | 19 | 19 | 20 | 20 | 20 | 20 | 20 | 20 | 21 |
| Gimnàstic        | 22 | 18 | 19 | 20 | 21 | 21 | 21 | 21 | 22 | 22 | 22 | 21 | 20 | 20 | 19 | 21 | 20 | 21 | 22 | 22 | 22 | 22 | 22 | 22 | 22 | 22 | 22 | 22 | 22 | 22 | 21 | 21 | 22 | 22 | 21 | 22 | 22 | 22 | 22 | 22 | 22 | 22 |

## Resultados
| Local \ Visitante          | ALC | ALY | ALM | BAR | CAR | CEL | COR | DEP | ELC | GIM | GUA | GIR | HER | HUE | LAS | MUR | NUM | REC | SAB | VLD | VIL | XER |
| -------------------------- | --- | --- | --- | --- | --- | --- | --- | --- | --- | --- | --- | --- | --- | --- | --- | --- | --- | --- | --- | --- | --- | --- |
| A. D. Alcorcón             | —   | 2–1 | 1–1 | 2–2 | 1–0 | 0–0 | 2–0 | 4–0 | 3–1 | 0–1 | 1–0 | 1–0 | 1–0 | 2–0 | 3–1 | 3–0 | 2–2 | 2–1 | 1–0 | 2–2 | 1–1 | 0–1 |
| C. D. Alcoyano             | 0–0 | —   | 2–2 | 1–4 | 2–2 | 0–3 | 3–3 | 2–0 | 4–0 | 0–0 | 0–1 | 2–1 | 0–5 | 0–3 | 2–0 | 1–3 | 1–1 | 2–1 | 2–1 | 0–1 | 1–1 | 0–1 |
| U. D. Almería              | 2–0 | 1–0 | —   | 1–2 | 0–0 | 1–0 | 2–1 | 2–0 | 0–2 | 3–1 | 4–0 | 2–2 | 1–1 | 2–1 | 1–1 | 4–2 | 2–0 | 2–2 | 3–0 | 1–1 | 0–0 | 1–1 |
| F. C. Barcelona "B"        | 3–2 | 2–1 | 3–3 | —   | 4–0 | 2–1 | 2–0 | 2–3 | 0–1 | 1–0 | 1–2 | 2–2 | 0–1 | 4–2 | 2–0 | 1–0 | 1–1 | 2–2 | 0–1 | 1–2 | 0–2 | 2–0 |
| F. C. Cartagena            | 0–2 | 1–2 | 1–1 | 0–4 | —   | 1–1 | 0–0 | 2–1 | 1–1 | 1–3 | 0–2 | 1–1 | 0–3 | 2–0 | 0–0 | 1–2 | 2–1 | 3–1 | 1–0 | 0–0 | 6–2 | 0–0 |
| R. C. Celta de Vigo        | 3–0 | 4–0 | 4–3 | 4–1 | 1–0 | —   | 0–0 | 2–3 | 1–2 | 1–0 | 2–0 | 2–0 | 0–1 | 4–0 | 1–2 | 1–0 | 5–0 | 4–1 | 4–1 | 1–1 | 2–0 | 4–1 |
| Córdoba C. F.              | 3–1 | 3–0 | 1–1 | 1–1 | 2–0 | 0–0 | —   | 0–2 | 2–0 | 4–2 | 3–2 | 1–0 | 3–1 | 3–1 | 1–0 | 2–1 | 1–0 | 0–0 | 0–0 | 2–0 | 1–1 | 2–1 |
| R. C. Deportivo La Coruña  | 2–1 | 3–0 | 3–1 | 2–1 | 2–1 | 2–1 | 2–0 | —   | 4–3 | 2–2 | 4–0 | 3–2 | 0–1 | 2–1 | 3–1 | 3–1 | 3–1 | 1–0 | 2–1 | 1–1 | 1–0 | 2–1 |
| Elche C. F.                | 6–0 | 1–2 | 1–3 | 3–0 | 2–1 | 0–2 | 0–1 | 3–2 | —   | 1–0 | 2–3 | 1–0 | 0–3 | 1–2 | 1–2 | 1–0 | 2–2 | 0–3 | 1–1 | 1–2 | 3–0 | 1–0 |
| Gimnàstic de Tarragona     | 0–2 | 2–0 | 1–2 | 1–1 | 0–0 | 1–2 | 0–0 | 1–2 | 1–0 | —   | 0–0 | 1–1 | 0–1 | 1–3 | 1–3 | 0–2 | 1–1 | 1–2 | 5–0 | 0–3 | 0–1 | 0–1 |
| C. D. Guadalajara          | 1–2 | 1–1 | 0–1 | 2–0 | 2–0 | 0–3 | 3–1 | 1–2 | 2–4 | 1–0 | —   | 1–4 | 1–2 | 2–1 | 1–1 | 2–1 | 1–0 | 0–2 | 1–0 | 0–3 | 0–2 | 1–2 |
| Girona F. C.               | 0–0 | 5–1 | 0–1 | 1–1 | 0–2 | 0–1 | 3–1 | 1–0 | 1–4 | 3–2 | 0–0 | —   | 1–0 | 1–1 | 4–2 | 1–1 | 2–0 | 0–0 | 1–1 | 1–1 | 2–1 | 5–3 |
| Hércules C. F.             | 1–0 | 1–0 | 0–0 | 2–1 | 2–0 | 1–0 | 1–0 | 1–4 | 1–2 | 1–3 | 5–0 | 4–2 | —   | 2–0 | 2–1 | 0–1 | 1–3 | 0–1 | 1–0 | 2–2 | 0–2 | 2–2 |
| S. D. Huesca               | 0–3 | 3–3 | 1–0 | 0–1 | 1–0 | 1–1 | 0–1 | 0–2 | 0–1 | 0–0 | 2–1 | 2–1 | 1–2 | —   | 2–0 | 2–2 | 2–1 | 0–2 | 0–0 | 2–2 | 1–0 | 2–1 |
| U. D. Las Palmas           | 2–0 | 1–0 | 2–2 | 3–1 | 1–2 | 3–1 | 0–1 | 0–1 | 1–1 | 1–0 | 3–2 | 3–2 | 2–0 | 1–3 | —   | 1–1 | 1–1 | 0–0 | 3–2 | 1–0 | 3–1 | 0–0 |
| Real Murcia C. F.          | 0–2 | 3–2 | 0–2 | 0–2 | 2–1 | 1–3 | 2–1 | 0–0 | 0–2 | 2–2 | 2–2 | 1–2 | 2–6 | 0–1 | 1–2 | —   | 2–1 | 0–3 | 1–0 | 2–0 | 3–1 | 0–0 |
| C. D. Numancia             | 0–1 | 2–0 | 1–0 | 3–0 | 0–0 | 0–2 | 5–0 | 0–3 | 3–0 | 0–0 | 4–0 | 1–0 | 2–1 | 1–1 | 3–2 | 1–0 | —   | 1–0 | 2–1 | 1–4 | 0–1 | 2–2 |
| R. C. Recreativo de Huelva | 1–2 | 1–3 | 0–1 | 0–0 | 1–2 | 1–2 | 0–1 | 0–1 | 1–0 | 2–2 | 4–2 | 3–0 | 1–0 | 1–1 | 4–2 | 0–2 | 1–1 | —   | 1–1 | 1–1 | 3–1 | 1–2 |
| C. E. Sabadell F. C.       | 1–0 | 2–2 | 2–1 | 0–0 | 3–2 | 1–2 | 0–3 | 1–0 | 0–0 | 1–0 | 2–2 | 2–3 | 1–1 | 2–1 | 1–1 | 2–2 | 1–3 | 1–0 | —   | 1–4 | 3–1 | 2–0 |
| Real Valladolid C. F.      | 1–1 | 2–0 | 1–1 | 1–0 | 2–1 | 1–2 | 2–0 | 0–0 | 2–1 | 4–0 | 1–3 | 1–0 | 1–1 | 3–0 | 2–1 | 1–3 | 2–1 | 1–0 | 2–0 | —   | 2–1 | 2–1 |
| Villarreal C. F. "B"       | 0–3 | 4–3 | 2–1 | 0–0 | 0–0 | 2–3 | 1–1 | 0–1 | 2–0 | 3–2 | 3–3 | 2–2 | 0–1 | 4–2 | 1–4 | 2–0 | 0–0 | 2–0 | 3–4 | 0–1 | —   | 3–1 |
| Xerez C. D.                | 2–2 | 1–0 | 0–1 | 0–6 | 3–0 | 3–3 | 1–2 | 3–2 | 0–0 | 0–0 | 0–2 | 2–1 | 2–1 | 1–3 | 2–0 | 3–1 | 1–2 | 3–1 | 2–2 | 0–4 | 0–1 | —   |

## Playoff de ascenso a Primera División
|  | Semifinales              | Semifinales              | Semifinales              |   |                       | Final                     | Final                     | Final                     |  |
|  | 6 de junio y 10 de junio | 6 de junio y 10 de junio | 6 de junio y 10 de junio |   |                       | 13 de junio y 17 de junio | 13 de junio y 17 de junio | 13 de junio y 17 de junio |  |
|  |                          |                          |                          |   |                       |                           |                           |                           |  |
|  |                          |                          |                          |   |                       |                           |                           |                           |  |
|  | Real Valladolid C. F.    | 0                        | 3                        |   |                       |                           |                           |                           |  |
|  | Real Valladolid C. F.    | 0                        | 3                        |   |                       |                           |                           |                           |  |
|  | Córdoba C. F.            | 0                        | 0                        |   |                       |                           |                           |                           |  |
|  | Córdoba C. F.            | 0                        | 0                        |   | Real Valladolid C. F. | 1                         | 1                         |                           |  |
|  |                          |                          |                          |   | Real Valladolid C. F. | 1                         | 1                         |                           |  |
|  |                          |                          | A. D. Alcorcón           | 0 | 1                     |                           |                           |                           |  |
|  | A. D. Alcorcón (v)       | 1                        | A. D. Alcorcón           | 0 | 1                     | 0                         |                           |                           |  |
|  | A. D. Alcorcón (v)       | 1                        |                          |   |                       | 0                         |                           |                           |  |
|  | Hércules C. F.           | 1                        | 0                        |   |                       |                           |                           |                           |  |
|  | Hércules C. F.           | 1                        | 0                        |   |                       |                           |                           |                           |  |
|  |                          |                          |                          |   |                       |                           |                           |                           |  |

## Estadísticas

### Pichichi
| Posición | Jugador          | Equipo                           | Goles |
| -------- | ---------------- | -------------------------------- | ----- |
| 1º       | Leonardo Ulloa   | Almería                          | 28    |
| 2º       | Iago Aspas       | Celta de Vigo                    | 23    |
| 3º       | Ferran Corominas | Girona                           | 18    |
| 4º       | Javi Guerra      | Valladolid                       | 17    |
| 4º       | Borja García     | Córdoba                          | 17    |
| 5º       | Lassad Nouioui   | Real Club Deportivo de La Coruña | 14    |
| 5º       | Manuel Gato      | Alcoyano                         | 14    |
| 5º       | Míchel           | Hércules                         | 14    |
| 6º       | Ángel Rodríguez  | Elche                            | 13    |
| 6º       | Riki             | Real Club Deportivo de La Coruña | 13    |
| 6º       | Quini            | Alcorcón                         | 13    |
| 6º       | Fabián Orellana  | Celta de Vigo                    | 13    |

Fuente: MARCA y Liga BBVA

### Zamora
| Portero             | Goles | Partidos | Media | Equipo                           |
| ------------------- | ----- | -------- | ----- | -------------------------------- |
| Jaime Jiménez       | 36    | 40       | 0.9   | Valladolid                       |
| Manu Herrera        | 42    | 42       | 1     | Alcorcón                         |
| Esteban Suárez      | 43    | 42       | 1.02  | Almería                          |
| Ismael Falcón       | 39    | 38       | 1.03  | Hércules                         |
| Alberto García      | 37    | 36       | 1.03  | Córdoba                          |
| Dani Aranzubia      | 43    | 38       | 1.13  | Real Club Deportivo de La Coruña |
| Manu Fernández      | 52    | 42       | 1.24  | Recreativo                       |
| Rubén Pérez         | 56    | 41       | 1.37  | Gimnàstic                        |
| Juan Carlos Sánchez | 58    | 42       | 1.38  | Elche                            |
| Mariano Barbosa     | 56    | 40       | 1.4   | Las Palmas                       |

Fuente: MARCA y Liga BBVA

### Asistentes
| Jugador             | Asistencias de gol | Equipo                           |
| ------------------- | ------------------ | -------------------------------- |
| Andrés Guardado     | 12                 | Real Club Deportivo de La Coruña |
| Fabián Orellana     | 11                 | Celta de Vigo                    |
| Quique de Lucas     | 9                  | Celta de Vigo                    |
| Juan Carlos Valerón | 9                  | Real Club Deportivo de La Coruña |
| Julio Álvarez       | 8                  | CD Numancia                      |
| Jonathan Viera      | 8                  | UD Las Palmas                    |
| Paco Montañés       | 7                  | AD Alcorcón                      |
| Míchel              | 7                  | Hércules CF                      |
| Javi Guerra         | 6                  | Real Valladolid                  |
| Nicki Bille         | 6                  | Elche CF                         |

Fuente: Liga BBVA

### Recuperadores
| Jugador          | Balones recuperados | Equipo                           |
| ---------------- | ------------------- | -------------------------------- |
| Jesús Rueda      | 373                 | Valladolid                       |
| Agus             | 371                 | AD Alcorcón                      |
| Diego Colotto    | 325                 | Real Club Deportivo de La Coruña |
| Manu Herrera     | 322                 | AD Alcorcón                      |
| Álex Bergantiños | 309                 | Real Club Deportivo de La Coruña |
| Jaime            | 304                 | Valladolid                       |
| Babin            | 303                 | AD Alcorcón                      |
| Rubén Sanz       | 283                 | AD Alcorcón                      |
| Samuel           | 274                 | Hércules CF                      |
| Oier             | 269                 | FC Barcelona B                   |

Fuente: Liga BBVA

### Miguel Muñoz
Juan Antonio Anquela, que se había quedado a las puertas el año pasado, esta vez sí ganó el Trofeo Miguel Muñoz al mejor entrenador del campeonato tras llevar al AD Alcorcón al cuarto puesto y la consiguiente clasificación para el play off.
| Pos. | Entrenador      | Equipo      | Puntos |
| ---- | --------------- | ----------- | ------ |
| 1º   | Juan A. Anquela | AD Alcorcón | 84     |
| 2º   | ¿?              | ¿?          |        |
| 3º   | ¿?              | ¿?          |        |